# Pongo
Los orangutanes (Pongo) son un género de primates homínidos que comprende tres especies de grandes simios originarios de Indonesia y Malasia. Al orangután de Borneo (Pongo pygmaeus) y al de Sumatra (Pongo abelii) se sumó en noviembre de 2017 una tercera especie, cuando se identificó y describió el orangután de Tapanuli (Pongo tapanuliensis). Se distinguen de los simios africanos por el pelaje de color rojizo y una constitución más adaptada a la vida arbórea. Además, tienen el estilo de vida más solitario de todos los monos antropomorfos; únicamente existen lazos sociales duraderos entre madre y cría. No se quedan atrás, sin embargo, en cuanto a inteligencia. En su medio natural, fabrican y utilizan herramientas sofisticadas y muestran gran pericia construyendo nidos en los árboles. Se alimentan principalmente de fruta, aunque su dieta también incluye otros vegetales, miel, insectos, huevos de aves.

Los estudios de campo empezaron más recientemente que los de los chimpancés y gorilas; la pionera fue Birutė Galdikas, que comenzó sus observaciones en 1971, y tras veinte años de estudios de campo ha llegado a ser la mayor autoridad en materia de orangutanes. Las poblaciones han disminuido de forma dramática en las últimas décadas; solo quedan unos setenta mil individuos (datos de 2017) en las selvas de Borneo y Sumatra. Todas las especies de este género están al borde de la extinción según datos de la UICN. Las causas son la caza furtiva, la destrucción del hábitat por el cultivo de palma de aceite y el comercio ilegal con mascotas exóticas. Hay varias organizaciones dedicadas a salvar los orangutanes salvajes. 

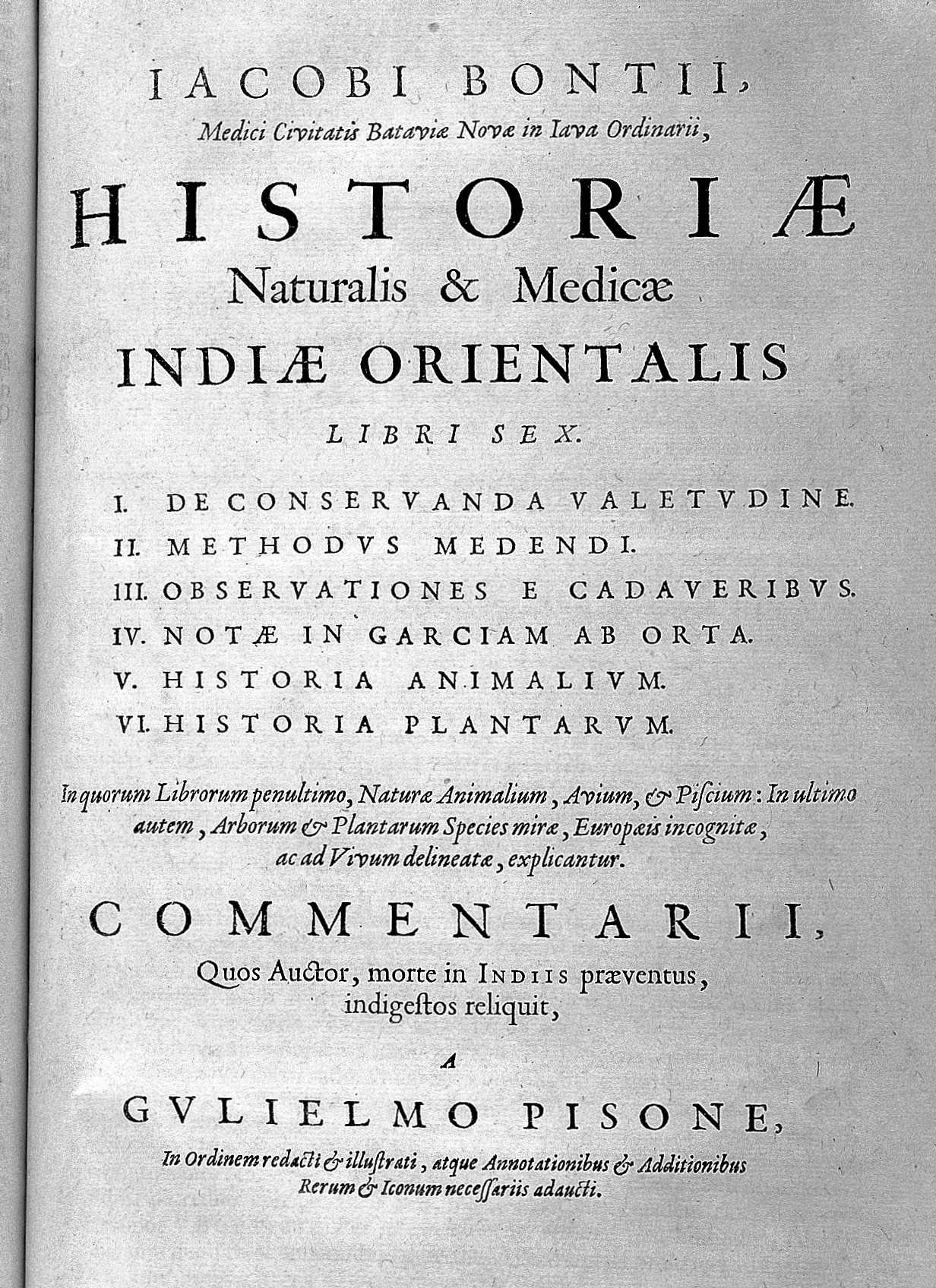

## Etimología

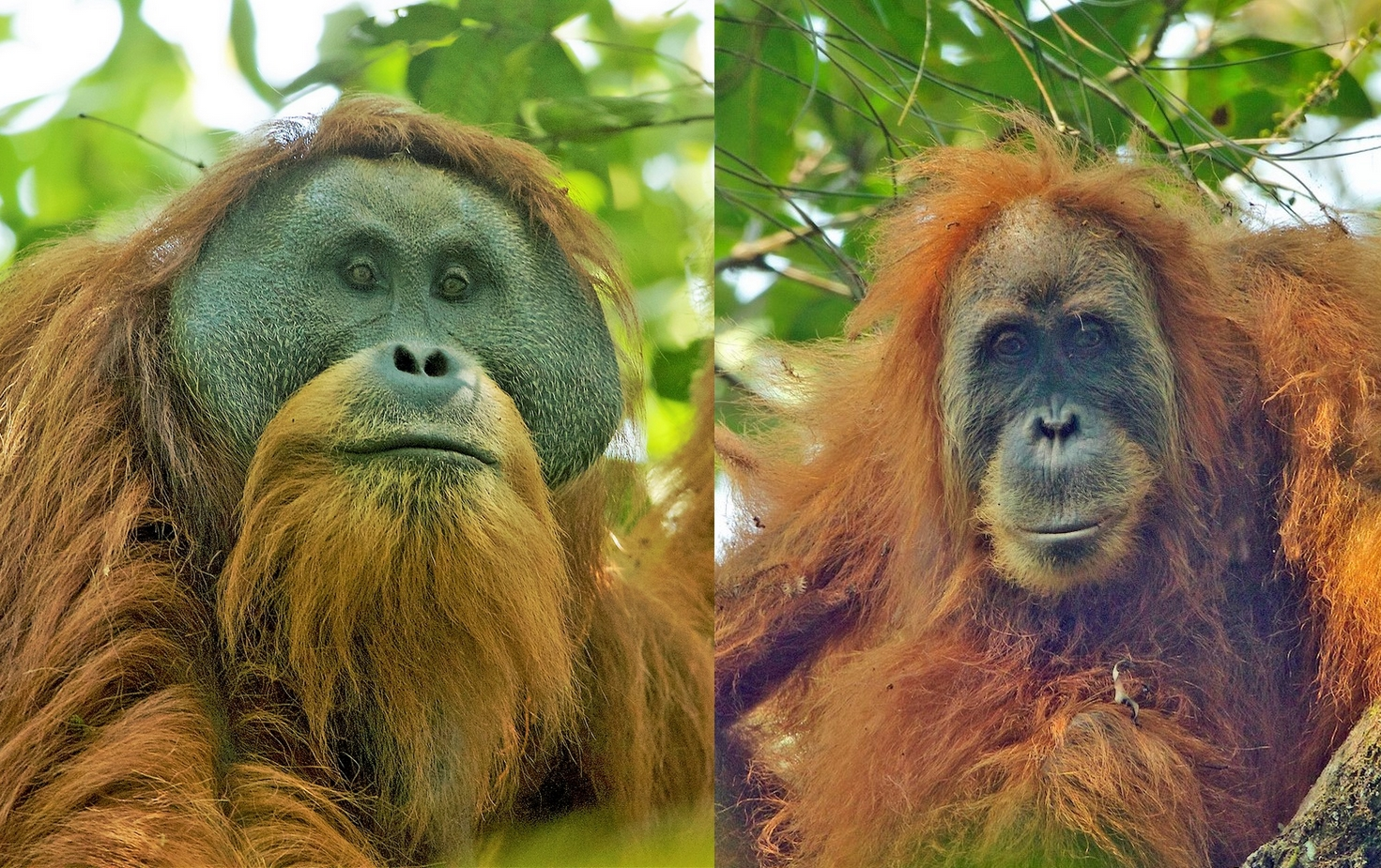
Pongo tapanuliensis macho/hembra

El nombre deriva de las palabras malayas (o indonesias) «orang», que significa 'gente' o 'personas', y «hutan», 'selva', 'jungla' o 'bosque', es decir, es una «persona de la selva». La primera referencia que se tiene del uso de esta palabra es de 1631, fecha de publicación del libro Historiae naturalis et medicae Indiae orientalis, del médico neerlandés Jacobus Bontius. Este informó de que, según decían los malayos, el simio sabía hablar pero prefería no demostrarlo, no fuera a ser que lo pusieran a trabajar. Linneo le dio posteriormente el nombre Simia satyrus.
En cuanto al nombre del género, Pongo, su origen se debe a un error. Procede de la narración de un marinero inglés del siglo XVI a quien los portugueses tuvieron prisionero en Angola y que describe dos monstruos antropoides llamados Pongo y Engeco. Probablemente se trataría de gorilas.

## Características
Los orangutanes son los segundos primates más grandes de los que existen en la actualidad, después del gorila; su estatura varía entre 1,25 y 1,50 m. Con respecto al peso, el dimorfismo sexual es considerable: las hembras, por lo general, no pasan de unos 50 kg, mientras que los machos alcanzan fácilmente el doble, y en cautividad a veces llegan a pesar aún más. Están cubiertos de pelo largo y fino, que oscurece ligeramente con la edad. Aparte de las diferencias individuales, se aprecia una coloración distinta entre el orangután de Borneo y el de Sumatra, siendo este último el que tiene el pelo más largo y de color más claro. Sus brazos son más largos que las piernas, y éstas las pueden curvar hacia dentro, lo cual les permite trepar verticalmente por los troncos, gracias también a que las articulaciones de hombros y caderas son especialmente flexibles. Sus manos son parecidas a las de los humanos, con dedos largos y un pulgar oponible, pero la configuración de los ligamentos y tendones es distinta, de forma que pueden sujetar objetos pequeños con fuerza sin necesidad de usar el pulgar. 

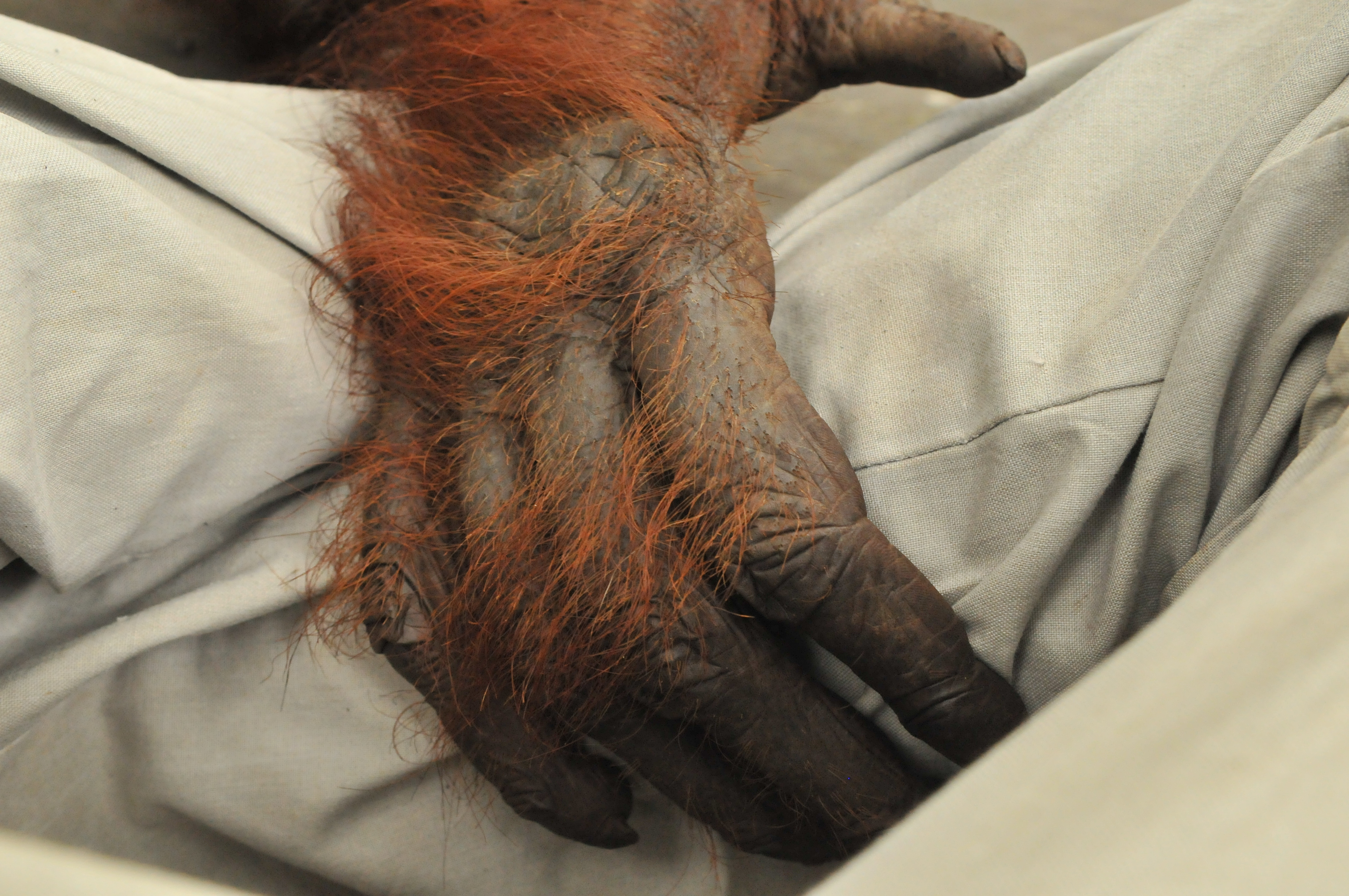
Mano de hembra adulta

Una característica llamativa de los machos adultos son sus mejillas grandes y planas, llamadas «bridas» (en inglés, cheek pads), formadas por bolsas de grasa que desarrollan en la madurez y sirven para hacer gala de su estatus de macho dominante. Están especialmente desarrolladas en el orangután de Borneo, que además tiene unas bolsas similares en la garganta.

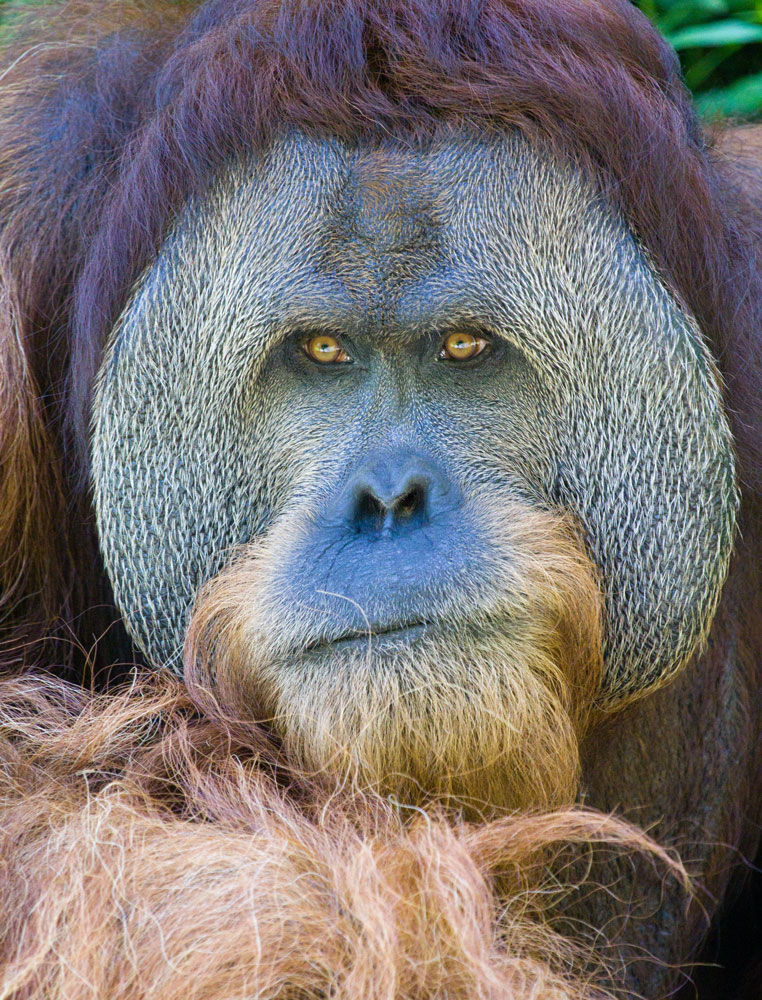
Macho con grandes mejillas

Estos simios pasan casi todo el tiempo en los árboles, sobre todo los de Sumatra, donde tienen que estar precavidos ante la presencia de tigres y cocodrilos (no los hay en Borneo). Se desplazan trepando tranquilamente por la foresta, aferrándose a las ramas con las cuatro extremidades; sus pies prensiles y con pulgar oponible cumplen la misma función que las manos. También practican la braquiación. En posición de descanso, los dedos se curvan formando un gancho, y eso facilita el balancearse de rama en rama.
Las raras veces que descienden al suelo no caminan apoyándose sobre los nudillos, como los gorilas y chimpancés, sino sobre las palmas y los dedos flexionados, y el borde externo de los pies.

## Comportamiento

### Alimentación
El orangután es frugívoro: más de dos tercios de su dieta está compuesta por fruta. También consume tallos, hojas tiernas, insectos, miel y huevos de ave así como otros alimentos vegetales y animales, en conjunto más de trescientos. Además, comen pescado; a los peces más lentos los cogen con la mano, o usan palos. Otra opción es apropiarse de los sedales que utilizan los humanos. En cuanto a la «medicación»: se los ha observado ingiriendo arcilla o tierra, cuya función es suplir nutrientes minerales, absorber sustancias tóxicas y aliviar trastornos gástricos o intestinales. Además, usan plantas del género Commelina como bálsamo antiinflamatorio.

### Vida social

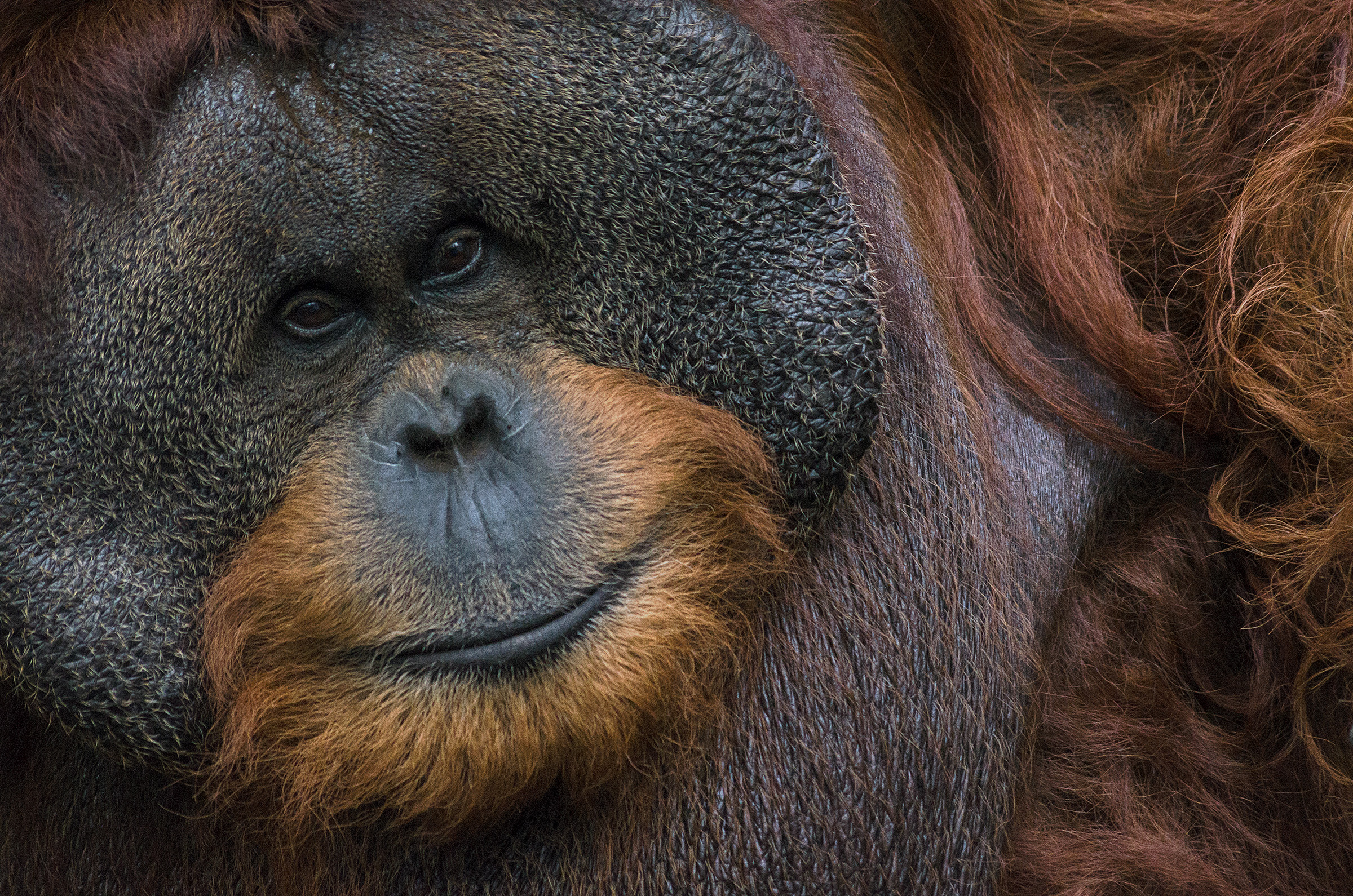
Macho de Borneo con «bridas»

El estilo de vida de los orangutanes es poco común entre los grandes simios; se los ha descrito como sociales, pero semi solitarios (Galdikas, 1984). Solo existen lazos duraderos entre las hembras adultas y sus crías. Estas ocupan un rango territorial de hasta 900 hectáreas y los territorios se superponen con los de otras hembras, pero cuando coinciden, se suelen tratar entre sí de forma amistosa, y los pequeños aceptan los compañeros de juego. Los subadultos a veces viajan en grupos muy reducidos o se reúnen a comer en grandes árboles frutales, donde pueden darse interacciones diversas. En cuanto a los machos, hay que distinguir entre los machos alfa o residentes, con bridas y ya plenamente desarrollados, que poseen territorios de hasta 4.000 hectáreas, y por otra parte los «sin bridas », que aún no han alcanzado esa fase hormonal y todavía no tienen su propio territorio. Se ven pues obligados a moverse por zonas de los machos alfa, los cuales procuran mantener a los competidores alejados de su demarcación. Cuando coinciden con un rival, en ocasiones llegan a atacarse.

### Comunicación
Sus llamadas nada tienen que ver con los chillidos de, por ejemplo, los chimpancés; los orangutanes son animales silenciosos en comparación con el resto de simios. Desde lejos, solo se oye a los machos adultos cuando entonan sus llamadas largas, con la intención de atraer a hembras y de delimitar su territorio frente a los demás machos. Pero estos simios también son capaces de comunicar contenidos concretos, como por ejemplo el «ven aquí » de una madre a su retoño;  otras vocalizaciones se usan durante la construcción del nido. Esto se sabe gracias a un estudio liderado por Serge Wich, de la Universidad de Zúrich, sobre sus vocalizaciones, que grabó durante dos años en diferentes poblaciones de Sumatra y de Borneo, y que además aportó el sorprendente resultado de que estas voces son diferentes en cada grupo. Se trata pues de un rasgo cultural, no de algo innato. Se ha estudiado también una forma de comunicación entre la madre y su cría que es sonora, pero no vocal: en inglés la llaman «loud scratch», es decir, una «rascada» ruidosa. Suelen ser las madres las que emplean estas señales, por ejemplo para indicarle al retoño que se van a poner en marcha. Otro comportamiento llamativo se ha resumido diciendo que los orangutanes «son capaces de hablar del pasado». Concretamente, se observó que ante la presencia de un tigre (o dos investigadores cubiertos con una tela imitando su pelaje) un grupo de hembras esperaba (hasta 20 minutos) a que el felino se hubiera retirado antes de dar la voz de alarma, con el fin de no hacerse notar ante el tigre, pero al mismo tiempo asegurándose de que los pequeños entendieran el peligro. Es este último descubrimiento, hecho en Sumatra en 2018 por Adriano Reis e Lameira y su equipo, de la Universidad de Saint Andrews, el que más ha llamado la atención de otros psicólogos y neurólogos; junto con las conclusiones de S. Wich puede revolucionar las ideas sobre cómo surgió el lenguaje humano.

### Construcción de nidos

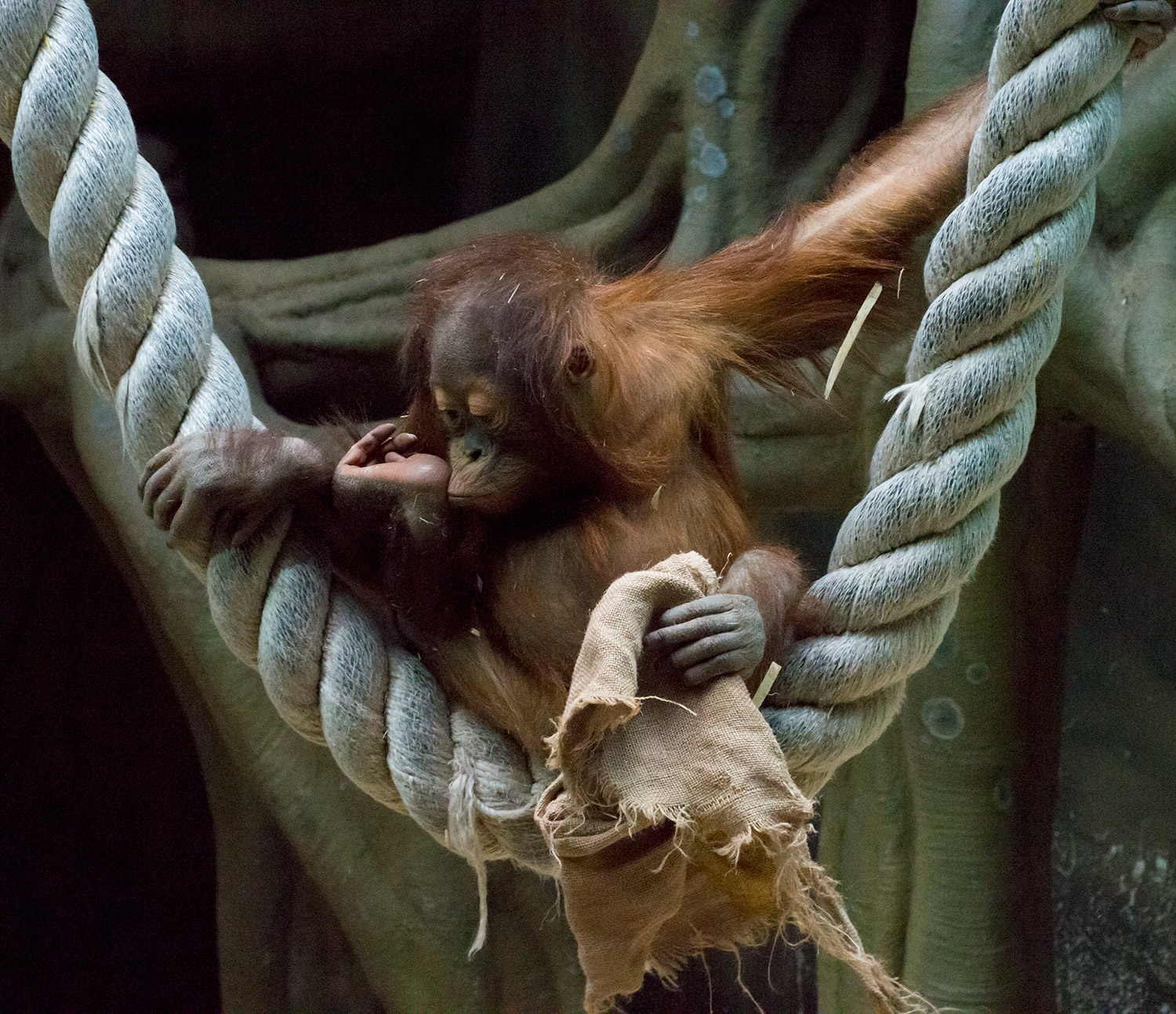
Bebé en su hamaca

Los orangutanes construyen nidos especializados para usarlos de día o de noche, a una altura de hasta treinta metros con el fin de permanecer alejados de los tigres, que aún suponen un peligro en algunas zonas. La tarea es compleja. En primer lugar, hay que escoger un árbol adecuado. Luego juntan varias ramas debajo de ellos y las unen en un punto. Tras construir la base, colocan encima ramas dobladas, más pequeñas y con hojas, que hacen de colchón. A continuación, trenzan los extremos de las ramas y las clavan en el colchón, aumentando así la estabilidad del nido; en cinco o seis minutos está listo. Los «hombres del bosque» dan prueba de unos conocimientos técnicos considerables para estas tareas. A veces se añaden otros elementos comparables a almohadas, mantas o techos. En cautividad, se muestran creativos con el material que se pone a su disposición.

### Enemigos naturales

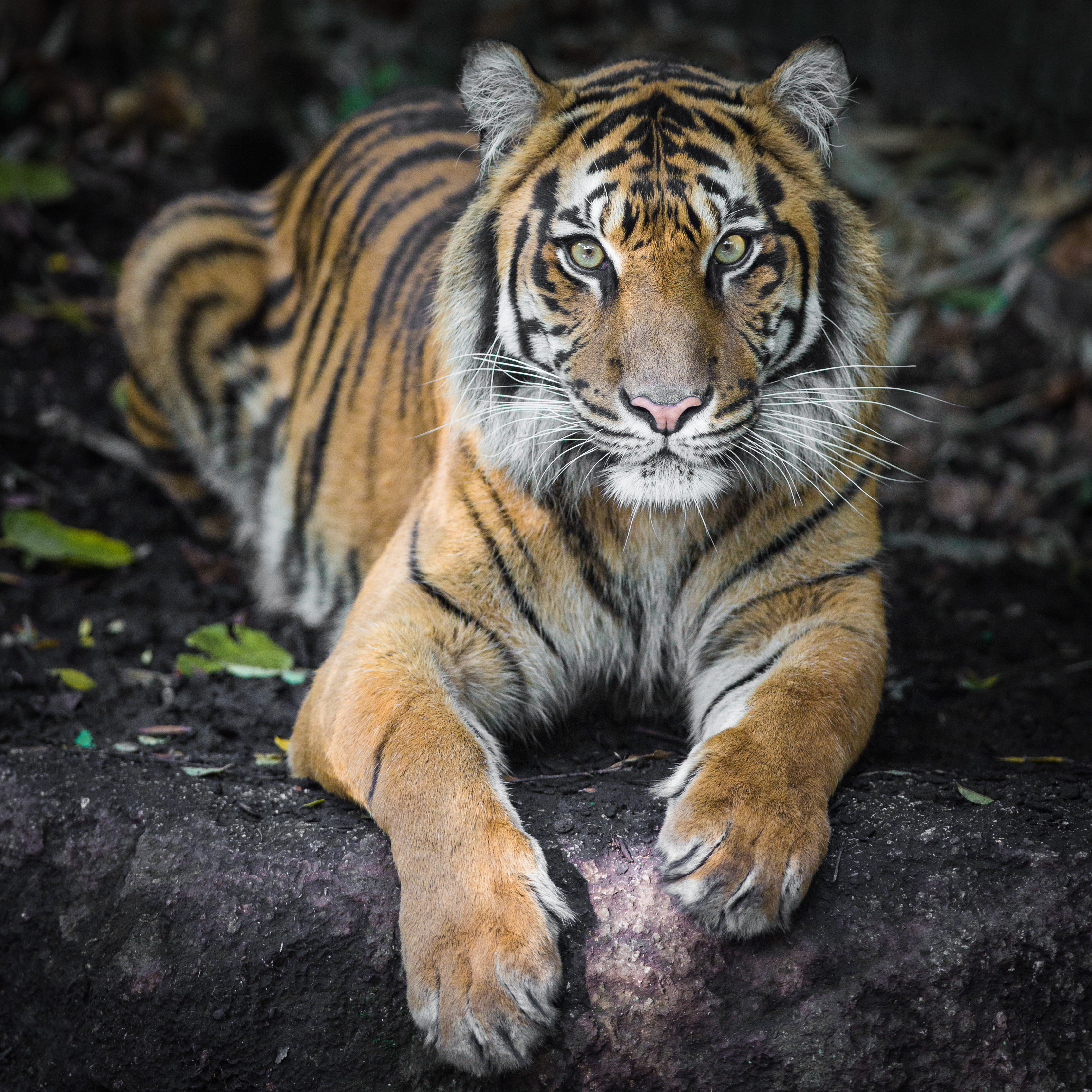
Tigre de Sumatra

Los orangutanes no tienen muchos depredadores, aunque, por otra parte, tampoco tienen mucho con qué defenderse en caso de ataque. 
Se dan casos de tigres y otros felinos grandes que devoran a alguno, sobre todo a los pequeños, y especialmente de noche mientras duermen. Concretamente, se trata del tigre de Sumatra (Panthera tigris sumatrae) y de la pantera nebulosa de Borneo (Neofelis diardi). Este tigre es el de menor tamaño, pero sigue siendo un enemigo formidable para un orangután; además es capaz de trepar. Los hábitats selváticos de estas dos especies se están reduciendo mucho, de ahí que tengan más dificultades para encontrar comida y aumente la frecuencia de ataques a primates. También una pitón grande supone una amenaza, e incluso un jabalí  barbudo (Sus barbatus) o un cocodrilo representan un peligro para un individuo joven, débil o simplemente descuidado.
El enemigo más letal sigue siendo el ser humano, bien de manera directa, dándole caza, bien de manera indirecta a través de la destrucción de su hábitat.

## Reproducción y desarrollo

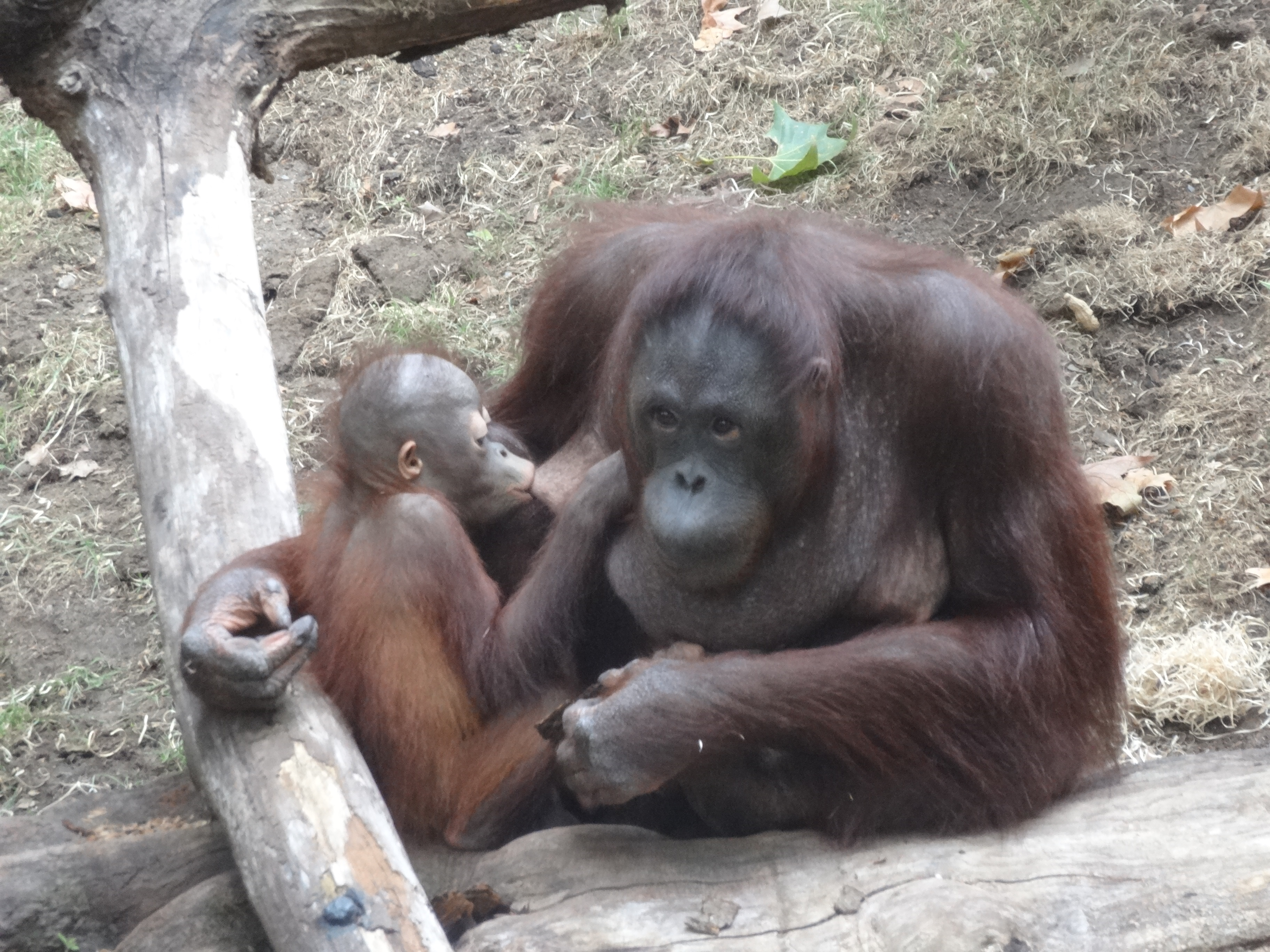
Leche materna para el pequeño

A los quince años, los machos ya han alcanzado la madurez sexual; sin embargo, pueden tardar hasta los veinte en desarrollar sus mejillas características; esto depende en gran medida de la presencia o ausencia de un macho residente. Según luzcan, o no, las llamadas «bridas», adoptan una estrategia de apareamiento diferente. Los que no las tienen vagabundean en busca de hembras en estro, y si encuentran a una, copulan con ella por la fuerza. Y es que las hembras prefieren a los machos con este «adorno facial» y buscan la compañía de ellos. Los machos residentes a veces establecen, después de copular con una hembra, una relación que puede durar semanas e incluso meses.
Las hembras tienen su primera cría entre los catorce y quince años, tras una gestación de nueve meses. No se tiene noticias de partos múltiples. Los machos no participan en la crianza; por otra parte, cabe señalar que no existe el infanticidio que se da en otras especies de primates. 
La cría de orangután tiene un periodo de dependencia de su madre que es el más largo de todos los animales de la Tierra. Hasta los dos años, el pequeño está en constante contacto físico con ella, quien lo lleva siempre consigo, lo alimenta y duerme con él en su mismo nido. Durante los primeros cuatro meses, la cría se mantiene agarrada a su barriga, luego poco a poco se va atreviendo a explorar el entorno por su cuenta. La madre no la desteta hasta los cuatro años, como mínimo; algunas hembras siguen amamantándola hasta los seis o siete años. El contacto aún se prolonga con una cría ya adolescente. Esta estrecha relación materno filial es la razón por la cual los embarazos están tan espaciados y, por tanto, una hembra trae al mundo, a lo sumo, cuatro o cinco bebés a lo largo de su vida. En cautividad, la menopausia se alcanza hacia los cuarenta y ocho años; machos y hembras pueden llegar a vivir hasta sesenta años.

## Inteligencia
Hay relativamente pocos orangutanes en cautividad, en comparación con otros simios. Además, en libertad su comportamiento es más difícil de estudiar por sus hábitos arborícolas; de ahí que haya menos testimonios de sus habilidades mentales, y que se pueda pensar que son menos inteligentes que chimpancés o gorilas. No es el caso. En las últimas décadas se han multiplicado las observaciones que sitúan las capacidades cognitivas de Pongo pygmaeus y Pongo abelii a la misma altura que las de los simios africanos.

### Fabricación y uso de herramientas
Se ha observado a orangutanes, en su medio, fabricando herramientas a partir de los materiales a su disposición: arrancando hojas de una rama, afilándola, juntando varias ramas, etc. Un ejemplo curioso es el de un orangután de Sumatra que se fabricó una especie de almohadillas de hojas para proteger sus pies y manos de los pinchos que recubrían el árbol donde se estaba alimentando.

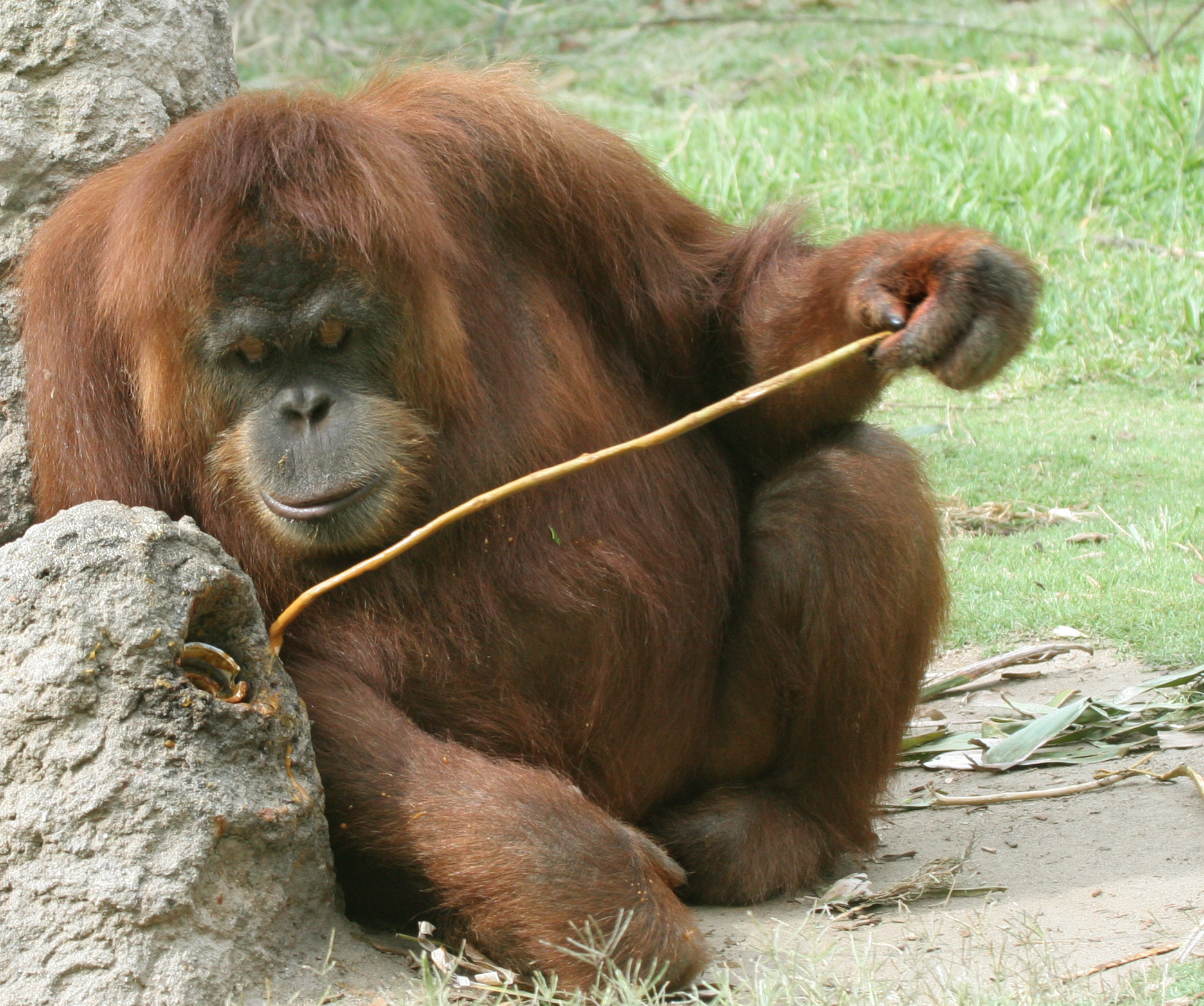
En el zoo demuestran sus habilidades para obtener una golosina

El uso más habitual de herramientas es el que proporciona acceso a alimentos como insectos ocultos en el suelo o la corteza de los árboles, o a determinadas partes comestibles de una fruta a las que no es fácil llegar sólo con los dedos. Tienen otras costumbres sencillas, como la de protegerse de la lluvia haciéndose una especie de paraguas con hojas grandes.
A los orangutanes que están o han estado en contacto con humanos les gusta jugar y experimentar con las herramientas de estos. Aprenden tanto por imitación como por ensayo y error. Lo hacen espontáneamente, sin que se les anime a ello; con frecuencia, más bien ocurre lo contrario, por ejemplo cuando se las ingenian para robar o fabricar llaves que les permitan escapar de su jaula. Pero investigadores como Jürgen Döhl, del IWF de Göttingen, les proponen pruebas que sacan a la luz sus habilidades.

### Aprendizaje de una lengua humana no oral
A varios simios se les ha enseñado a comunicarse, de forma elemental, manejando unos pocos centenares de palabras, mediante el lenguaje de signos o usando «lexigramas» (símbolos abstractos). Los más conocidos son la gorila Koko y el bonobo Kanzi. Un experimento similar a largo plazo se llevó a cabo con el orangután Chantek, quien llegó a manejar unos ciento cincuenta signos y también entendía el inglés hablado. Sus habilidades lingüísticas no son inferiores a las de las otras especies de simios con los que se ha experimentado más. Igual que estos, Chantek también creaba expresiones nuevas combinando dos signos, por ejemplo «perros naranja» para referirse a los orangutanes que no conocía. Otro enfoque es el de Rob Shumaker, de la Smithsonian Institution, quien les enseña a sus protegidos y objetos de estudio a asociar símbolos abstractos con un significado.

## Filogenia y genética
Las tres especies de orangután son los únicos miembros vivientes de la subfamilia Ponginae. Esta subfamilia también incluye los géneros extintos Lufengpithecus, que vivió al sur de China y Tailandia hace entre dos y ocho millones de años, y Sivapithecus, el cual vivió en lo que actualmente es India y Pakistán entre hace 12,5 y 8,5 millones de años. Estos simios probablemente vivieron en ambientes más secos y fríos que sus parientes vivos. Se cree que la especie Khoratpithecus piriyai, que vivió en Tailandia hace entre siete y cinco millones de años, es la más próxima a los orangutanes actuales. El primate más grande que se conoce, el extinto Gigantopithecus, también es miembro de Ponginae y vivió en China, India y Vietnam entre hace 5 millones de años y cien mil años. Dentro de la superfamilia Hominoidea, los gibones se separaron a principios del Mioceno (entre hace 19,7 y 24,1 millones de años, según pruebas moleculares) y los orangutanes divergieron de los otros grandes simios de África entre hace 15,7 y 12,3 millones de años. El orangután de Borneo y el de Sumatra se separaron hace 400.000 años, según un reciente estudio genético.
Los orangutanes actuales son los siguientes:
- Pongo pygmaeus, orangután de Borneo, con tres subespecies:
  - Pongo pygmaeus pygmaeus
  - Pongo pygmaeus morio
  - Pongo pygmaeus wurmbii
- Pongo abelii, orangután de Sumatra
- Pongo tapanuliensis, orangután de Batang Toru[37]

## Relación con el ser humano

### Primeros contactos

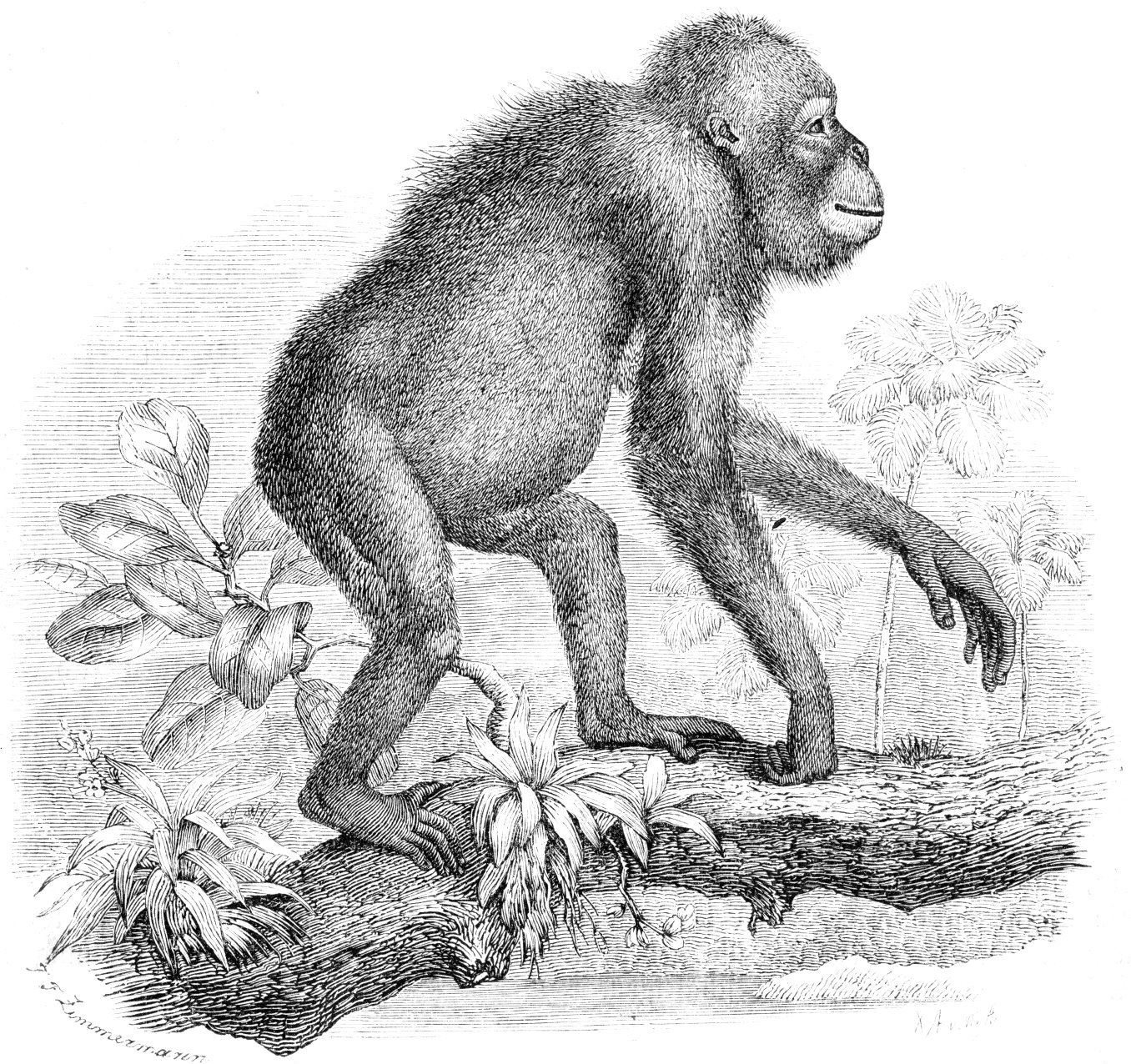
Grabado del siglo

Cuando los europeos tuvieron noticia de la existencia de este simio, los habitantes nativos de Sumatra y Borneo hacía ya miles de años que los conocían. Algunas comunidades los cazaban; otras, en cambio, consideraban tabú esa práctica.

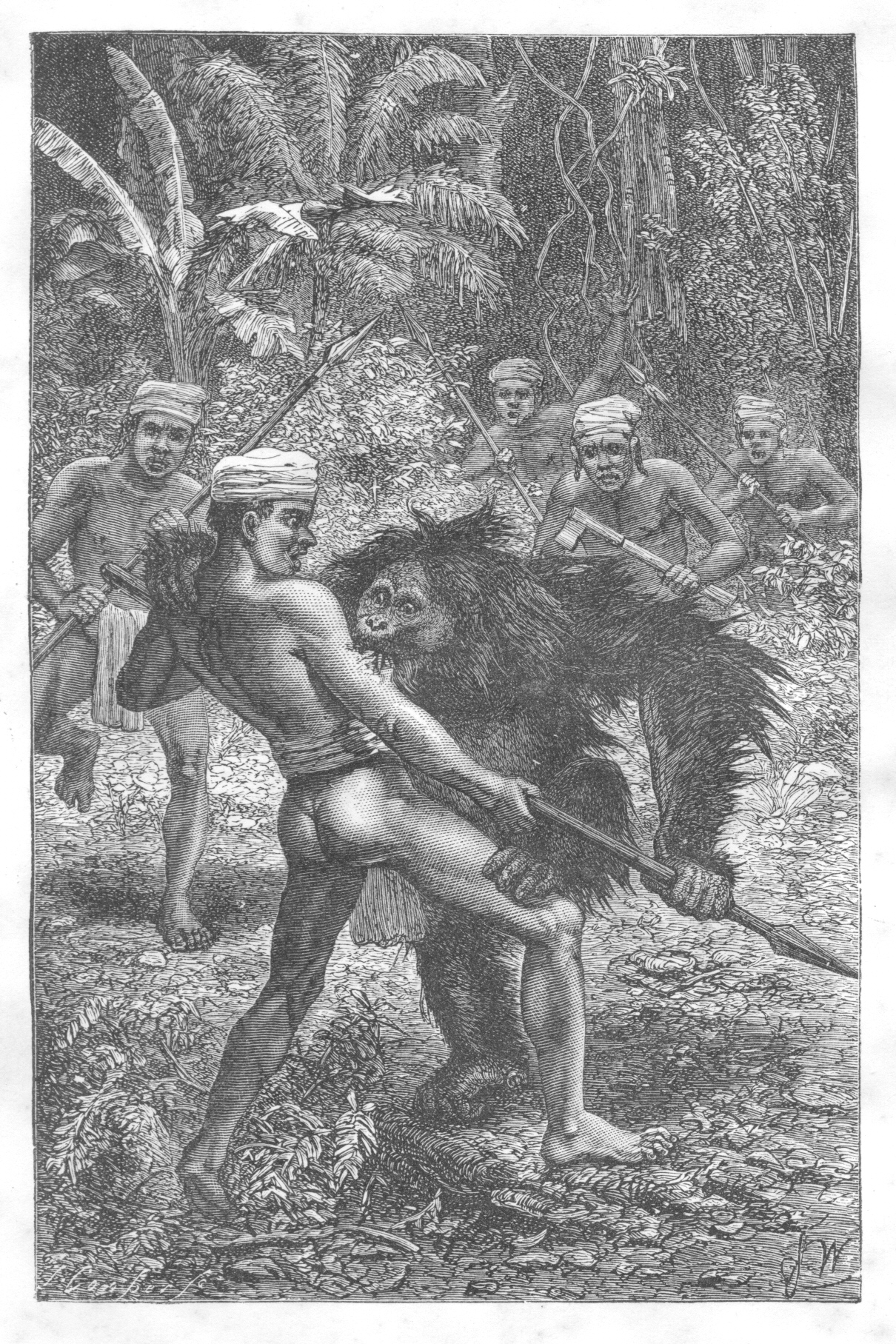
Grabado del siglo

 El marino inglés Andrew Battell (1565-1614) fue el primer europeo que creyó haberlo visto. En su «informe sobre Angola y las regiones limítrofes»(1613), habla de dos «monstruos« (probablemente gorila y chimpancé) a los cuales los nativos llaman «Pongo» y «Engeco». Por otra parte, Jean-Baptiste de Lamarck escribe en 1809, en su Filosofía zoológica: «El orang de Angola (Simia troglodytes, Lin.) es el más perfecto de todos los animales: es más perfecto que el orang indio (Simia satyrus, L), al que llaman Orang-Utang.»
La confusión de nomenclaturas no se resolvió hasta bien entrado el siglo XIX. Se debe principalmente al hecho de que pocos naturalistas europeos llegaron a ver vivo a uno de estos simios, y ninguno pudo compararlos con los africanos. En los años 20 y 30, en Sumatra, los entonces llamados «orang pendek» (enanos) aún se asociaban con fábulas por parte de la población malaya, y los colonizadores neerlandeses se fijaban en las presuntas similitudes entre estos y la población local.

### Charles Darwin

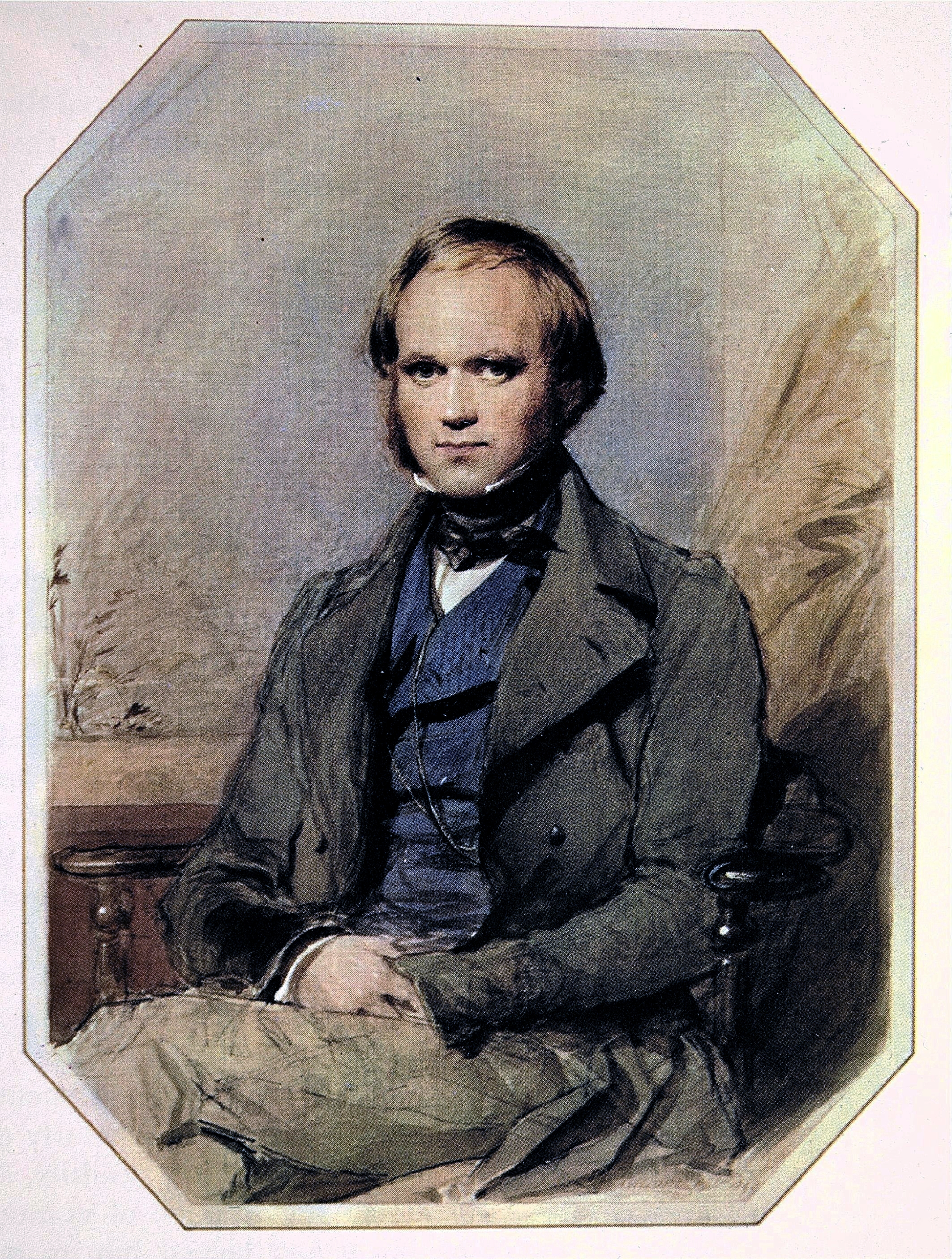
Charles Darwin, (ca. 1838 -1840)

En 1838, dos años después de haber regresado de su  viaje en el «Beagle», Charles Darwin continuaba estudiando los fósiles y especímenes vivos que había recolectado. En aquel momento, la teoría de la evolución aún no había tomado forma en su mente; se encontraba en un estado incipiente.

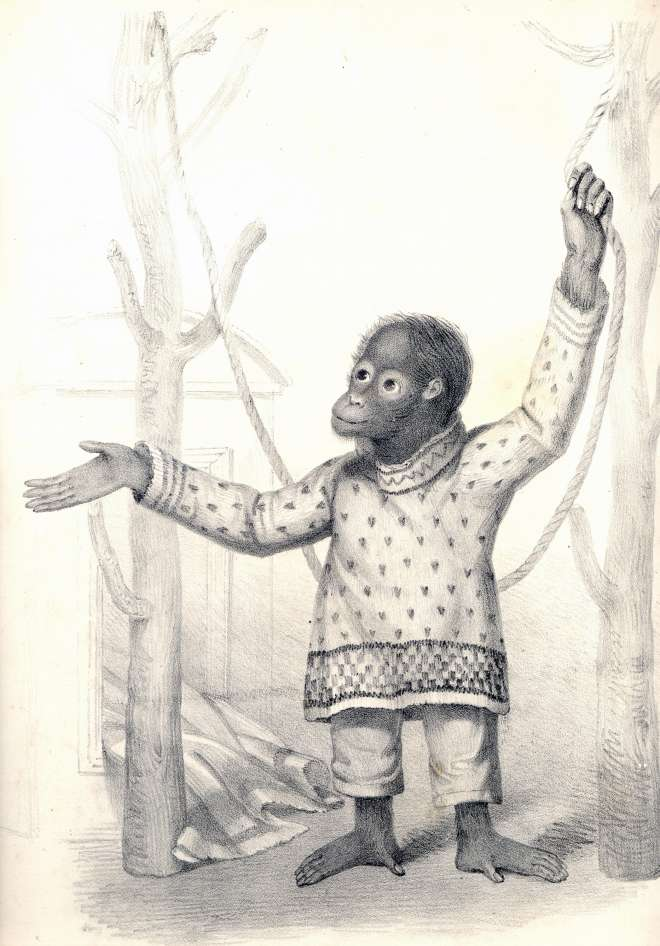
Jenny en el zoo de Londres, 1837

 En marzo de ese año hizo una visita al parque zoológico de Londres, donde tuvo un encuentro que le causó una fuerte impresión, y que llegaría a tener su importancia para la ciencia. Se metió en la jaula de una joven orangutana llamada Jenny. La experiencia está narrada en una carta a su hermana:

El guardián le mostró una manzana, pero no se la dio, por lo que se echó de espaldas, pateó y lloró, precisamente como una niña traviesa. Luego parecía muy malhumorada y después de dos o tres rabietas, dijo el guardián, "Jenny, si dejas de gritar y eres una buena chica, te daré la manzana". Ciertamente entendió cada una de las palabras y aunque, como a una niña, le costó dejar de lloriquear, finalmente lo logró. Luego tomó la manzana, saltó con ella a un sillón y comenzó a comerla, con el semblante más satisfecho imaginable.

 Darwin regresó al zoo al cabo de unos meses y siguió haciendo observaciones de Jenny y otro orangután macho llamado Tommy. Tomó nota de su comportamiento y sus reacciones, por ejemplo ante un espejo. Darwin había empezado a reflexionar sobre la evolución, y se convenció de que los humanos y los orangutanes tenían emociones parecidas porque descendían de un antepasado común.

### Biruté Galdikas

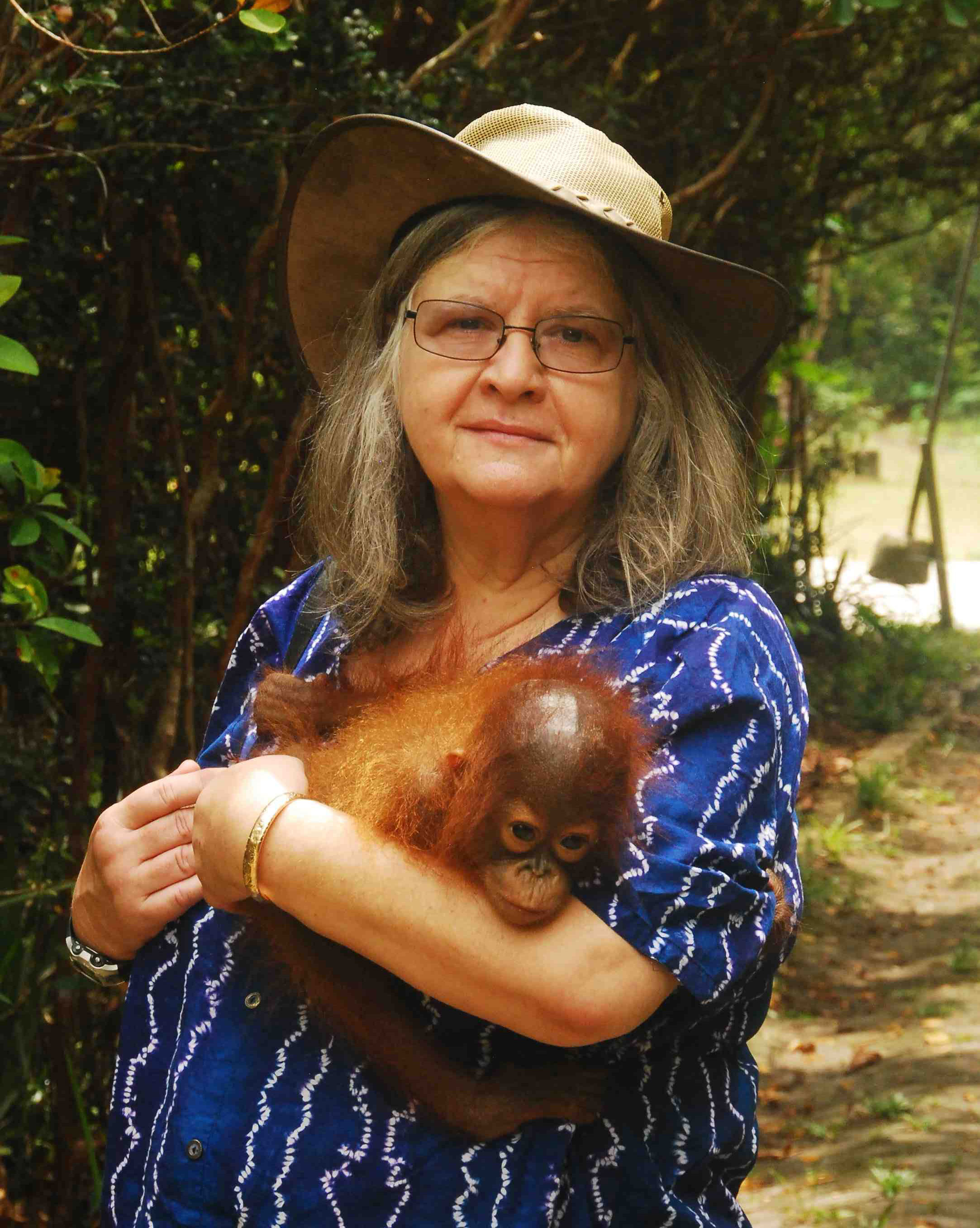
Birute Galdikas

Biruté Galdikas, nacida en Alemania en 1946, se crio en Canadá. Ya de niña soñaba con viajar a lugares exóticos y admiraba a Jane Goodall. Se licenció en zoología y psicología en la Universidad de California en Los Ángeles, y obtuvo el máster en antropología en 1969. Aprovechó una visita de Louis Leakey a la Universidad para hablar con él de sus planes de estudiar a los orangutanes, y explicarle que ya había hecho algunas gestiones. El famoso paleoantropólogo acabaría apadrinándola, como había hecho con Jane Goodall y Dian Fossey. En 1971, a los veinticinco años, Galdikas viajó a Indonesia con su marido y estableció en Tanjung Puting una estación de investigación para estudiar los orangutanes. Lo que posteriormente se denominó Camp Leakey era al principio un lugar en condiciones muy precarias, con una cabaña sin luz ni agua corriente. Lo consiguió poner en condiciones con ayuda de la Sociedad National Geographic, que publicó un artículo suyo y le dedicó la portada de octubre de 1975. Allí completó cuarenta años de observación de orangutanes salvajes, e hizo de madre adoptiva de varios individuos requisados, entre ellos la pequeña Princess, que aparece en otra portada de la revista, junio de 1980, en un barreño junto a su hijo Binti. «Me quedo con la imagen de lo mucho que se divertían Binti y los orangutanes. Cuando jugaban, la línea divisoria entre el niño y los pequeños simios prácticamente desaparecía.» Galdikas está considerada como una de las principales autoridades, a nivel mundial, en materia de orangutanes, unos animales de los que se sabía muy poco antes de que ella iniciara sus estudios. Tras los años pasados en Borneo, tiene una cátedra en el Departamento de Arqueología, Universidad Simon Fraser.

### Amenazas
Las tres especies del género Pongo están recogidas en el Apéndice I del Convenio CITES, llamada la "lista roja", es decir, se encuentran en grave riesgo de extinción (en inglés, critically endangered).. El principal peligro que se cierne sobre estos simios es la reducción de su hábitat por deforestación. 

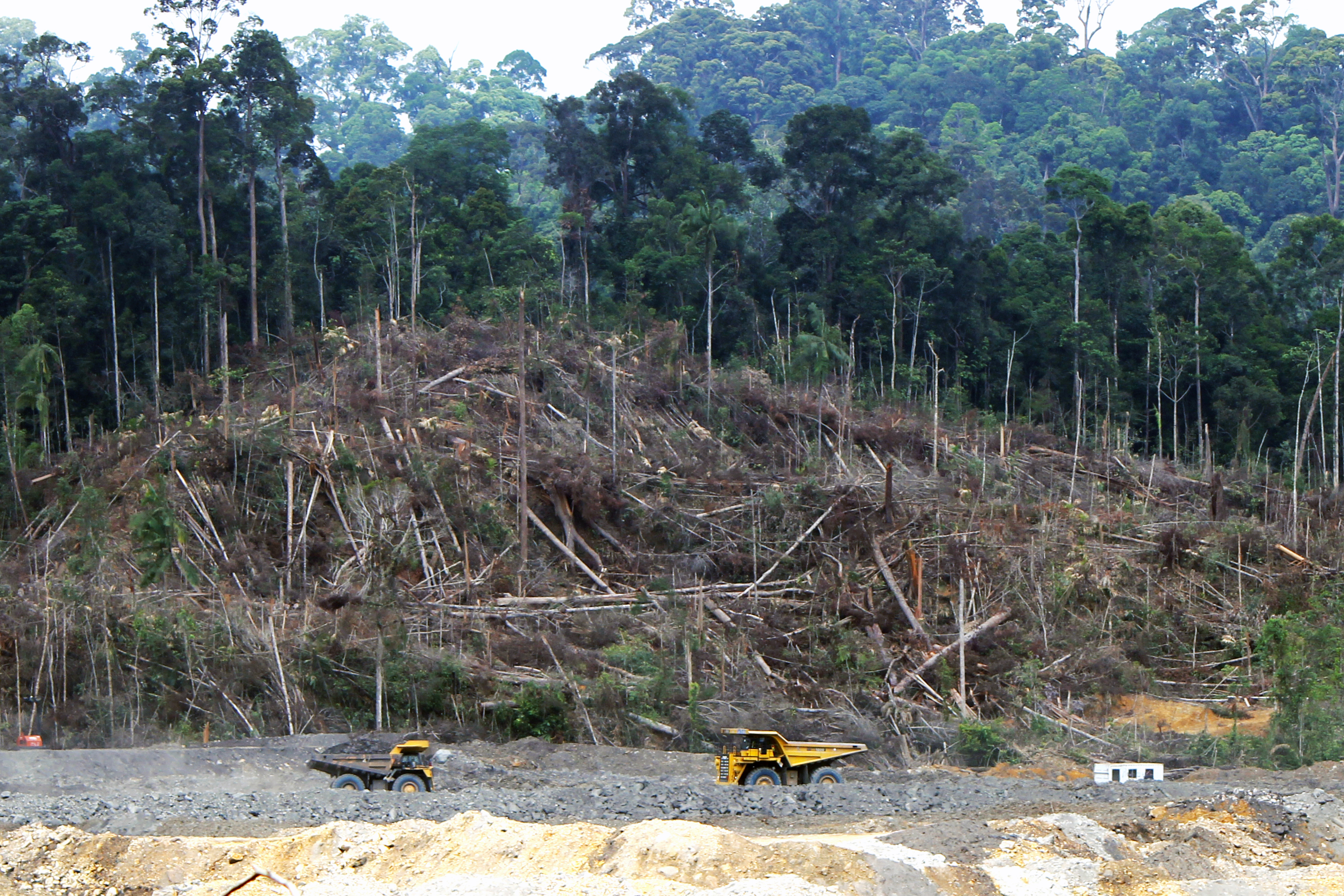
Deforestación en Borneo.

Cada vez les quedan menos hectáreas de bosque donde hallar comida, debido a la industria maderera, que actúa de forma no siempre legal, y la agricultura, sobre todo el cultivo de palma de aceite, cuyos mayores productores a nivel mundial son justamente Indonesia y Malasia, los dos países donde aún vive el orangután.

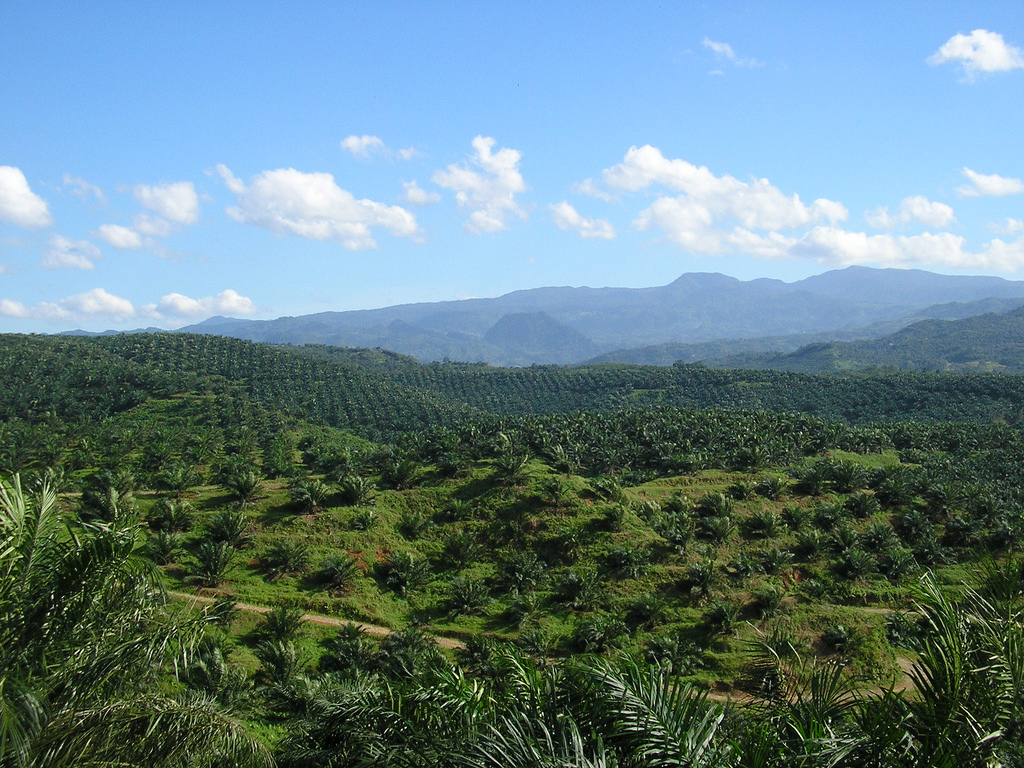
Plantación de aceite de palma.

Además, se los caza por su carne, se los mata cuando diezman las plantaciones a las que se ven abocados a acudir para conseguir alimento, y se captura a las crías para venderlas como mascotas, prácticas todas ellas prohibidas por el CITES, convenio del que son miembros los dos países desde 1978. En las aduanas de Bali, cada cierto tiempo se detiene a personas que pretenden salir del país con un orangután vivo en la maleta. La captura de crías entraña dos tragedias: hay que matar a la madre, que por nada en el mundo se desprendería voluntariamente de su hijo; y el pequeño, en el mejor de los casos, pasará varios años en una jaula, aburrido, triste y mal alimentado, para ser abandonado por sus dueños cuando no sean capaces de controlarlo. En el peor, morirá joven, y si es una hembra, puede llegar a ser utilizada como esclava sexual. En el año 2018 fue liberada una Pongo pygmaeus wurmbii albina llamada Alba, el primer orangután con estas características del que se ha tenido noticias.

### Medidas de protección
Tanto en Sumatra como en Borneo (en la partes indonesias y malayas de la isla) existen parques nacionales para proteger a la fauna amenazada de la región. Se han puesto en marcha varias estaciones de reintroducción, donde se les intenta enseñar a los pequeños huérfanos cómo desenvolverse en su medio natural. En Sumatra, solo quedan orangutanes salvajes en los bosques de las dos provincias septentrionales, Aceh y Sumatra del Norte; la mayoría están en el parque nacional Gunung Leuser. 

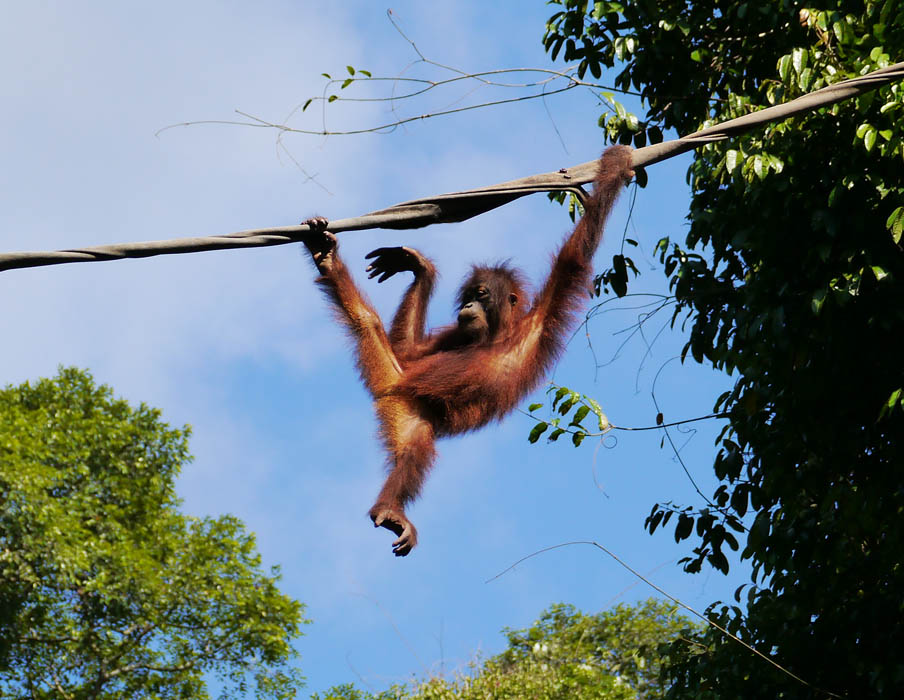
Juvenil entrenándose en el Centro de rehabilitación de Sepilok

Desde 1990, la legislación indonesia prohíbe dar muerte, capturar o comerciar con ellos, a pesar de lo cual, año tras año, muchos ejemplares acaban en el mercado negro o en domicilios particulares. La fundación Borneo Orangutan Survival es una ONG de conservación de primates cuya labor puede servir de ejemplo sobre cómo se ayuda a estos seres cuando la policía consigue requisarlos. La organización cuenta con dos estaciones de acogida y rehabilitación en Kalimantan este y Kalimantan central (dos provincias indonesias en la isla de Borneo), con capacidad total para ochocientos individuos. A los adultos en buen estado de salud se los devuelve a una zona forestal adecuada, y los que tienen entre tres y cinco años suelen readaptarse a la naturaleza con tan solo un poco de ayuda. 

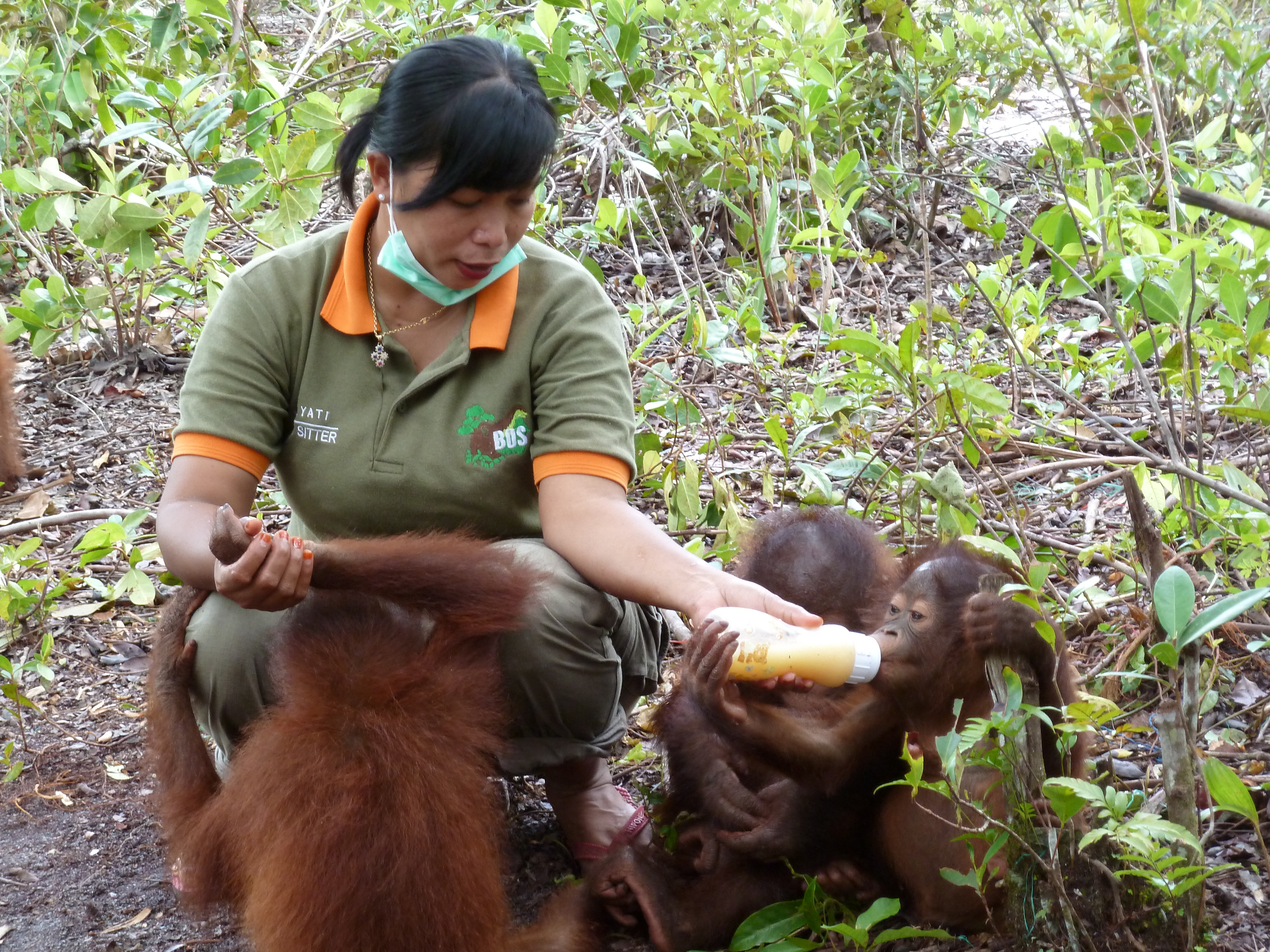
Una madre adoptiva para los pequeños huérfanos

Sin embargo, los bebés huérfanos, totalmente dependientes de la madre, pasarán unos seis o siete años en estos centros, hasta haber aprendido todas las habilidades de las que dependen para poder vivir en la selva (reconocer y encontrar plantas comestibles, distinguir las venenosas, construir nidos, trasladarse por los árboles de manera segura y eficaz, orientarse, interaccionar con sus congéneres, etc.). Necesitan además un apoyo emocional tras el trauma experimentado.
La liberación de aquellos individuos que ya se consideran preparados tampoco es tarea sencilla. Se necesitan vehículos para transportarlos, una infraestructura de servicios para que investigadores y veterinarios puedan seguirles la pista en una primera fase y, sobre todo, hay que contar con la aceptación de la población local. Para ello se organizan charlas informativas, y se ofrece formación y puestos de trabajo como guardabosques. El turismo también es una manera de obtener ingresos que contribuye a la conservación.

### Vídeos
- Orangután resolviendo problemas con herramientas Döhl, Jürgen; Lethmate, Jürgen (1980), doi:10.3203/iwf/d-1343.
- Video de BBC Earth, Orangutans enjoying DIY, con David Attenborough, uso de herramientas.
- Orangután se enfrenta a una excavadora

- Datos: Q41050
- Multimedia: Pongo / Q41050
- Especies: Pongo